# Kryštof Karel Šlik
Kryštof Karel hrabě Šlik (německy Christoph Karl Graf Schlik, 1611 – 1633) byl český šlechtic z falknovské linie rodu Šliků.

## Život
Narodil se jako syn hraběte Jana Albína Šlika a jeho manželky Johany z Wildenfelsu.
Sloužil v císařské armádě a v roce 1633 ve věku 22 let padl v bojích třicetileté války. Byl posledním potomkem falknovské linie, neboť všichni jeho bratři zemřeli v mladém věku a stejně tak jeho bratranci Jiří a Viktorín dříve padli na bitevním poli.
Smrtí Kryštofa Karla vyhasla po meči falknovská větev rodu Šliků.